# غريغوري روسو

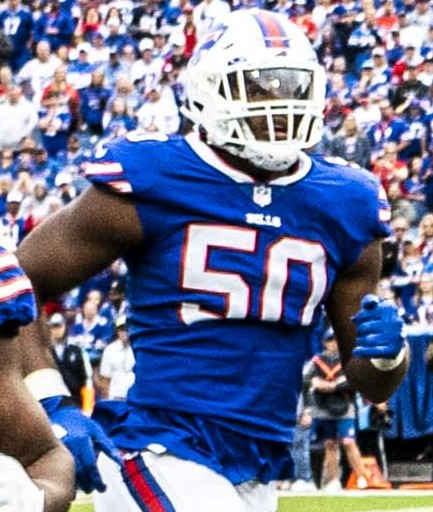
غريغوري روسو

جريجوري روسو ولد يوم 5 افريل 2000 و هو لاعب كرة قدم أمريكي دفاعي لفريق بوفالو بيلز من الرابطة الوطنية لكرة القدم (اتحاد كرة القدم الأميركي). لعب كرة القدم الجامعية في ميامي . بصفته طالبًا جديدًا في الرداء الأحمر هناك في عام 2019، سجل 15.5 كيسًا وفاز بتكريم جميع المؤتمرات وحصل على لقب ACC الصاعد الدفاعي لهذا العام . تم اختيار روسو من قبل Bills في الجولة الأولى من 2021 NFL Draft .